# شارلوته فريند
شارلوته فريند (بالإنجليزية: Charlotte Friend)‏ هي عالمة فيروسات وعالمة أحياء دقيقة وأحيائية أمريكية، ولدت في 11 مارس 1921، وتوفيت في 13 يناير 1987.